# Maniac par Junji Itō : Anthologie Macabre
Maniac par Junji Itō : Anthologie Macabre (伊藤潤二『マニアック』, Itō junji “maniakku") est une série d'animation japonaise d'anthologie produite par le studio Deen, adaptant les œuvres de Junji Itō. Elle est diffusée sur Netflix en janvier 2023.
Une précédente série créée en 2018 par le même studio et nommée Junji Ito: Collection avait déjà adapté différentes histoires de l'auteur.

## Synopsis
Spiritisme, malédictions et étranges anomalies, la série est un florilège d’histoires horrifiques courtes adaptées de l'univers du mangaka Junji Itō. Parmi celles-ci on retrouve des récits issue de Tomié ou encore du Journal de Soïchi,.

## Distribution
Kazuya Hikizuri (引摺一也, Hikizuri Kazuya)
Voix japonaise : Takahiro Sakurai
Kiko (黄子)
Voix japonaise : Romi Park
Sayoko (小夜子)
Voix japonaise : Hisako Kanemoto
Chiemi (チエミ)
Voix japonaise : Yoko Hikasa
Kuriko (栗子)
Voix japonaise : Natsumi Takamori
Shigorō (四五郎)
Voix japonaise : Hajime Iijima
Narumi (成美)
Voix japonaise : Risa Shimizu
Hitoshi (ヒトシ)
Voix japonaise : Ayaka Asai
Misako (みさ子)
Voix japonaise : Tomoko Kaneda
Kazuko Morinaka (森中和子, Morinaka Kazuko)
Voix japonaise : Riho Sugiyama
Shinya Shiraishi (白石晋也, Shiraishi Shinya)
Voix japonaise : Daisuke Kishio
Kagumi Fujino (藤野輝美, Fujino Kagumi)
Voix japonaise : Iori Nomizu
Tomie (富江)
Voix japonaise : Rie Suegara
Tsukiko Izumisawa (泉沢月子, Izumisawa Tsukiko)
Voix japonaise : Yumiri Hanamori
Yamazaki (山崎)
Voix japonaise : Taku Yashiro
Tachi (太地)
Voix japonaise : Tomokazu Sugita
Kimata (木股)
Voix japonaise : Hiroyuki Yoshino
Sōichi (双一)
Voix japonaise : Yūji Mitsuya
Kōichi (公一)
Voix japonaise : Yoshimasa Hosoya
Sayuri (さゆり)
Voix japonaise : Yuka Saitō
Tagaisu (互須)
Voix japonaise : Yutaka Aoyama
Oshikiri (押切)
Voix japonaise : Hiro Shimono
Sonohara (園原)
Voix japonaise : Ryōtarō Okiayu
Tomoki (友樹)
Voix japonaise : Sara Matsumoto
Ice Cream Man (アイスクリームマン, Aisu Kurīmu Man)
Voix japonaise : Takatsugu Chikamatsu
Tsuyoshi Yoshikawa (吉川剛, Yoshikawa Tsuyoshi)
Voix japonaise : Ryōhei Kimura
Kaoru Yoshikawa (吉川かおる, Yoshikawa Kaoru)
Voix japonaise : M.A.O
Izumi Murakami (村上泉, Murakami Izumi)
Voix japonaise : Aya Uchida
Goro Shinozaki (白崎五郎, Shinozaki Giro)
Voix japonaise : Yuki Kaji
Koko Shinozaki (白崎香子, Shinozaki Koko)
Voix japonaise : Tomoe Hanba
Rumi (留美)
Voix japonaise : Fumiko Orikasa
Shimada (島田)
Voix japonaise : Takashi Kondō
 Sauf indication contraire, les informations mentionnées dans cette section peuvent être confirmées par la base de données cinématographiques IMDb,  présente dans la section « Liens externes ».

## Épisodes
1. Les mystérieux enfants Hikizuri
2. Le tunnel / Ice cream bus
3. Les ballons aux pendus
4. La chambre aux quadruples portes / La chambre du sommeil
5. L'intrus / La chevelure sous le toit
6. Moisissures / La bibliothèque des illusions
7. La ville aux pierres tombales
8. Archéologie de la terreur / L'épave
9. Tomié : les photographies
10. L'épreuve du dédale / La fille perverse
11. Au fond de la ruelle / Les statues sans tête
12. La femme qui chuchote / Soïchi et son animal de compagnie

## Production

### Développement
La série a été initialement annoncée le 8 juin 2022. Ce nouveau projet était décrit comme adaptant 20 récits jusqu'alors jamais animés de l'œuvre de Itō, dont des histoires de Tomié, Sôichi et Les ballons aux pendus. La série est dirigée par Shinobu Tagashira et produite par Studio Deen, avec Kaoru Sawada au scénario et Yuki Hayashi pour composer la musique. La série a finalement été diffusée sur Netflix le 19 janvier 2023.

### Génériques
Le générique d'ouverture est Paranoid de MADKID, tandis que le générique de fin est Iu Toori (云 う 透 り) de JYOCHO.

## Réception
La série Maniac par Junji Itō : Anthologie Macabre atteint un score de 80% sur Rotten Tomatoes, mais avec trop peu d'avis pour un consensus critique.
Télérama juge sévèrement la série, estimant qu'elle « ne fait pas vraiment peur » et « ne rend absolument pas hommage au génie de Junji Itō » : « silhouettes sommaires, animation lapidaire, paresseuse ; incrustation d’images numériques rappelant les débuts balbutiants des effets spéciaux, tout sent l’opportunisme ou le manque de moyens ».